# Горновое
Горновое — село в Троицком районе Алтайского края. Входит в состав Хайрюзовского сельсовета.

## География
Село находится на левом берегу реки Большая Речка, вблизи места впадения в неё реки Топки. Абсолютная высота — 276 м над уровнем моря.

### Климат
Климат характеризуется как континентальный, с продолжительной холодной зимой и коротким тёплым летом. Средняя температура самого тёплого месяца (июля) составляет 19 °С. Средняя температура самого холодного месяца (января) — −18 °С (абсолютный минимум — −50 °С). Годовое количество осадков — 300—350 мм. Продолжительность периода с устойчивым снежным покровом составляет 160 −170 дней.

## История
В ревизской сказке 1785 года отмечено село Горновой Камень Уксунайской волости, его население в 1795 году 49 мужчин и 53 женщины. В конце XVIII века встречается название Каменская; в 1816 году, в седьмую ревизию, Горновская, с 1834 года — село Горновое. В 1926 году в селе Горновское имелось 569 хозяйств и проживало 3228 человек (1577 мужчин и 1651 женщина). В национальном составе населения того периода преобладали мордовцы. Действовали две школы I ступени, изба-читальня и лавка общества потребителей. В административном отношении являлось центром Горновского сельсовета Яминского района Бийского округа Сибирского края.

## Население
| 1926 | 1997 | 1998 | 1999 | 2000 | 2001 | 2002 | 2003 | 2004 |
| ---- | ---- | ---- | ---- | ---- | ---- | ---- | ---- | ---- |
| 3228 | ↘860 | ↘835 | ↗839 | ↗840 | ↘830 | ↘761 | ↘741 | ↘694 |
| 2005 | 2006 | 2007 | 2008 | 2009 | 2010 | 2011 | 2012 | 2013 |
| ↘665 | ↘664 | ↗671 | ↘608 | ↘587 | ↘578 | ↗579 | ↘574 | ↘552 |

### Национальный состав
Согласно результатам переписи 2002 года, в национальной структуре населения русские составляли 96 %.